# Jaap Eden Trofee 1972
De Jaap Eden Trofee 1972 was een schaatsmarathon, de tweede editie van de Jaap Eden Trofee die werd gehouden op zondag 10 december 1971 en plaatsvond op de Jaap Edenbaan in Amsterdam. Er was nog geen editie voor de vrouwen. De winnaar van de tweede editie is Henk Portengen, die net als vorige editie weet te winnen, het zilver was voor Jan Overes en het brons voor Antoon van der Wurff.

## Podia
| Klasse             | Eerste         | Tweede     | Derde                |
| ------------------ | -------------- | ---------- | -------------------- |
| Top-divisie mannen | Henk Portengen | Jan Overes | Antoon van der Wurff |

## Uitslag Top-divisie mannen[1]
| #      | Rijder               | Nationaliteit | Ploeg | Ronde |
| ------ | -------------------- | ------------- | ----- | ----- |
| Goud   | Henk Portengen       | Nederland     |       |       |
| Zilver | Jan Overes           | Nederland     |       |       |
| Brons  | Antoon van der Wurff | Nederland     |       |       |
| 4      | Atty Duijn           | Nederland     |       |       |
| 5      | Ton Groot            | Nederland     |       |       |
| 6      | Marcel Pennings      | Nederland     |       |       |
| 7      | Jan Roelof Kruithof  | Nederland     |       |       |
| 8      | Bennie van der Weide | Nederland     |       |       |
| 9      | Hans Schollenbroek   | Nederland     |       |       |
| 10     | Cees van den Hoorn   | Nederland     |       |       |
| 11     | Jeen van den Berg    | Nederland     |       |       |
| 12     | Karel te Winkel      | Nederland     |       |       |
| 13     | Tinus Roozendaal     | Nederland     |       |       |

1971 · 
1972 · 
1973 ·
1974 · 
1975 · 
1976 · 
1977 · 
1978 · 
1979 · 
1980 · 
1981 · 
1982 · 
1983 · 
1984 · 
1985 · 
1986 · 
1987 · 
1988 · 
1989 · 
1990 · 
1991 · 
1992 · 
1993 · 
1994 · 
1995 · 
1996 · 
1997 · 
1998 · 
1999 · 
2000 · 
2001 · 
2002 · 
2003 · 
2004 · 
2005 · 
2006 · 
2007 · 
2008 · 
2009 · 
2010 · 
2011 · 
2012 · 
2013 · 
2014 · 
2015 · 
2016 · 
2017 · 
2018 · 
2019 · 
2020 ·  
2021 · 
2022 · 
2023 · 
2024